# Jean-Paul van Poppel
Pour les articles homonymes, voir van Poppel.
Jean-Paul van Poppel est un ancien coureur cycliste néerlandais, né le 30 septembre 1962 à Tilbourg. Il devient professionnel en 1985 et le reste jusqu'en 1995. Il y remporte 94 victoires. Sprinter d'exception affectionnant les courses à étapes et surtout les Grands Tours, il y enlève 22 étapes. Il remporte neuf étapes du Tour de France, quatre étapes du Tour d'Italie et neuf étapes du Tour d'Espagne. Dans les années 2000, il devient manager et directeur sportif d'équipes professionnelles féminines. Ses fils Boy et Danny van Poppel sont également cyclistes professionnels. Il les dirige notamment tous deux lors du Tour de France 2013, où Danny est le benjamin du peloton. Après sa carrière, il est directeur sportif de l'équipe Roompot-Nederlandse Loterij.

## Palmarès

### Palmarès amateur
- 1982
  - 5e étape de l'Olympia's Tour
  - 2e du Circuit de Campine
  - 3e du Grand Prix François-Faber
- 1983
  - 2e étape du Tour du Loir-et-Cher
  - Romsée-Stavelot-Romsée
  - 3e du championnat des Pays-Bas sur route amateurs
- 1984
  - 3eb étape du Tour du Loir-et-Cher
  - Circuit de Campine
  - 2ea étape de l'Olympia's Tour
  - 3e étape de l'Étoile du Brabant
  - 3e étape du Tour de Rhénanie-Palatinat
  - 2e de l'Hel van het Mergelland

### Palmarès professionnel
- 1985
  - 1re étape du Tour de l'Oise
  - 4e étape du Zeste van Rijn en Gouwe
  - 6ea étape du Tour du Danemark
  - 3ea étape du Tour de Belgique
  - 5e étape du Tour de l'Avenir
  - 3e de l'Étoile des Espoirs
- 1986
  - 4e étape de Tirreno-Adriatico
  - 2e et 13e étapes du Tour d'Italie
  - 5ea étape du Tour du Danemark
  - 5e étape du Tour des Pays-Bas
  - Grand Prix de l'Escaut
- 1987
  - 1re et 5e étapes des Quatre Jours de Dunkerque
  - Tour de Zélande centrale
  - 1re étape du Tour d'Aragon
  - 5e, 6ea et 7e étapes du Tour de Suède
  - Tour de France :
    -  Classement par points
    - 8e et 17e étapes

  - 3e étape du Tour du Danemark
  - 3e étape du Tour des Pays-Bas
  - 2e du Tour du Limbourg
  - 2e du Grand Prix de l'Escaut
  - 2e de Veenendaal-Veenendaal
  - 3e du GP Wielerrevue
  - 6e de Paris-Bruxelles
- 1988
  - Grand Prix de l'Escaut
  - 2e étape du Tour de l'Oise
  - 6e étape du Tour de Suède
  - 3e, 10e, 17e et 22e étapes du Tour de France
  - 6e, 7e et 9e étapes du Herald Sun Tour
- 1989
  - Trois villes sœurs
  - 5e étape des Quatre Jours de Dunkerque
  - 1re et 15e étapes du Tour d'Italie
  - Omloop van de Westkust
  - 2ea et 3e étapes du Tour des Pays-Bas
  - Veenendaal-Veenendaal
  - 3e étape du Tour de Catalogne
  - 3e du Grand Prix de Hannut
- 1990
  - 4e et 8e étapes des Quatre Jours de Dunkerque
  - 2e étape du Tour de France (contre-la-montre par équipes)
- 1991
  - 5e étape de Paris-Nice
  - 3e, 5e et 6e étapes du Tour d'Aragon
  - 6e, 9e, 13e et 21e étapes du Tour d'Espagne
  - 2e étape du Critérium du Dauphiné libéré
  - 7e étape du Tour de France
  - 2e de Kuurne-Bruxelles-Kuurne
- 1992
  - Ronde des Pyrénées méditerranéennes
  - 8e étape du Tour méditerranéen
  - 1re et 6e étapes du Tour de Murcie
  - 3e et 5e étapes du Tour d'Espagne
  - 10e étape du Tour de France
- 1993
  - 1re et 4e étapes de l'Étoile de Bessèges
  - 1rea étape du Tour d'Aragon
  - 1re étape du Tour de Murcie
  - 4e et 8e étapes du Tour d'Espagne
  - 4e étape de la Route du Sud
  - 2e étape du Tour de Catalogne
- 1994
  - Étoile de Bessèges :
    - Classement général
    - 2e étape

  - 9e étape du Tour d'Espagne
  - 4ea étape du Grand Prix du Midi libre
  - 2e étape du Tour de France

### Résultats sur les grands tours

#### Tour de France
8 participations
- 1987 : 130e, vainqueur du  classement par points et des 8e et 17e étapes
- 1988 : 138e, vainqueur des 3e, 10e, 17e et 22e étapes
- 1989 : hors délais (10e étape)
- 1990 : 146e, vainqueur de la 2e étape (contre-la-montre par équipes)
- 1991 : abandon (10e étape), vainqueur de la 7e étape
- 1992 : 127e, vainqueur de la 10e étape
- 1993 : abandon (10e étape)
- 1994 : abandon (17e étape), vainqueur de la 2e étape

#### Tour d'Italie
3 participations
- 1986 : 125e, vainqueur des 2e et 13e étapes,  maillot rose pendant un jour
- 1989 : 132e, vainqueur des 1re et 15e étapes,  maillot rose pendant un jour
- 1990 : 154e

#### Tour d'Espagne
4 participations
- 1991 : 107e, vainqueur des 6e, 9e, 13e et 21e étapes
- 1992 : 123e, vainqueur des 3e et 5e étapes
- 1993 : 110e, vainqueur des 4e et 8e étapes
- 1994 : 97e, vainqueur de la 9e étape